# Forte Verena
Il forte Verena è stata una fortezza italiana costruita tra il 1910 e il 1914 a difesa del confine italiano con l'Impero austro-ungarico (lungo la linea di confine che attualmente si può collocare tra la provincia di Vicenza e il Trentino) a 2 019 metri di altitudine sulla sommità dell'omonimo monte. Il forte si trova nel territorio comunale di Roana, e si affaccia con pareti a picco sulla sottostante val d'Assa.
Alle ore 3:55 del 24 maggio 1915 dal forte Verena partirono i primi due colpi di cannone da parte italiana che decretarono l'entrata in guerra del Regio Esercito nel settore degli Altopiani. Il 12 giugno 1915 il forte fu colpito e distrutto da un proiettile Skoda da 305 mm penetrato nella struttura ed esploso al suo interno. Il 22 maggio 1916, durante l'Offensiva di primavera, la posizione fu occupata dalle truppe austro-ungariche in mano alle quali rimase per il resto della guerra.

## Storia

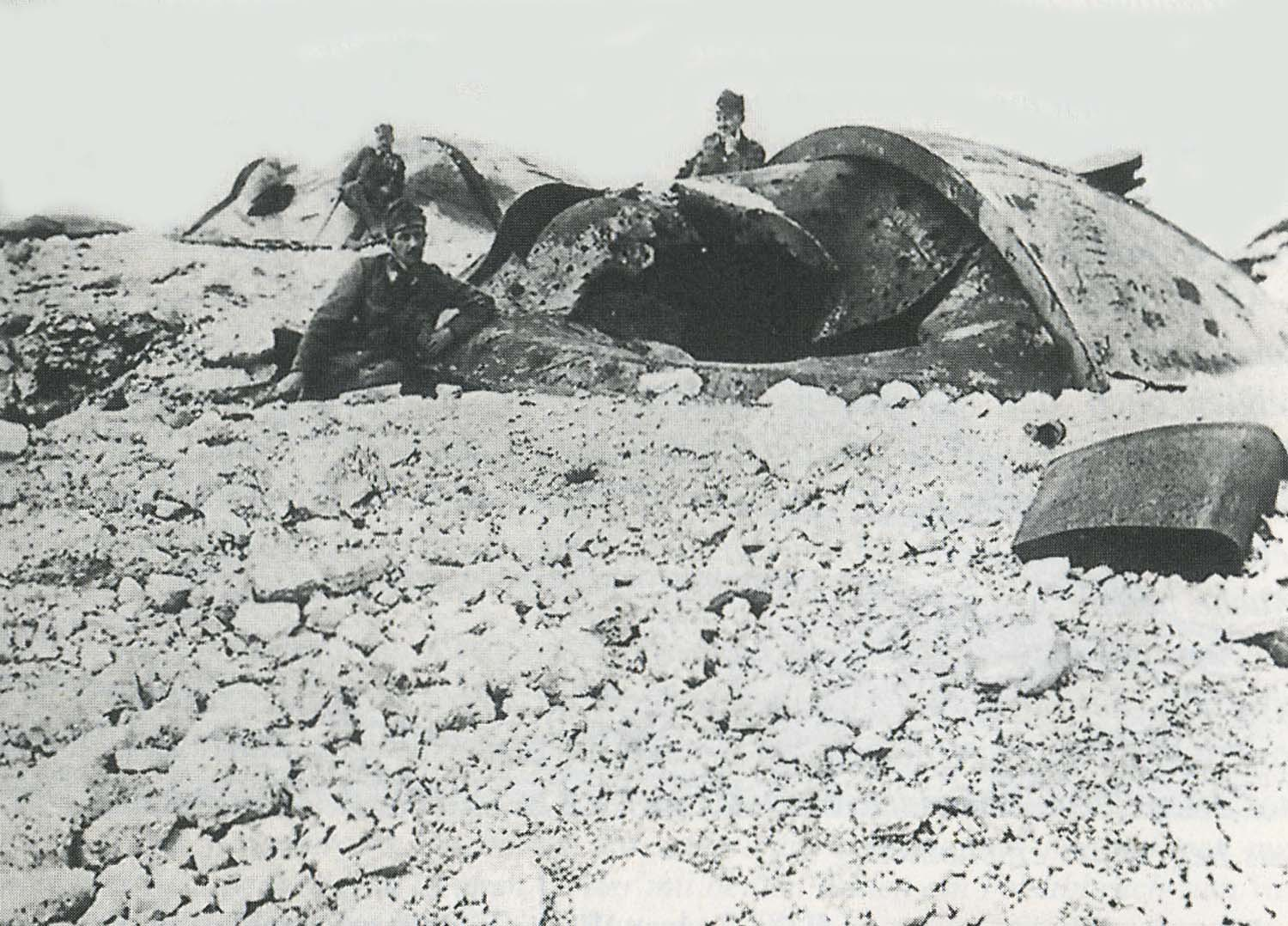
Una delle cupole andate distrutte

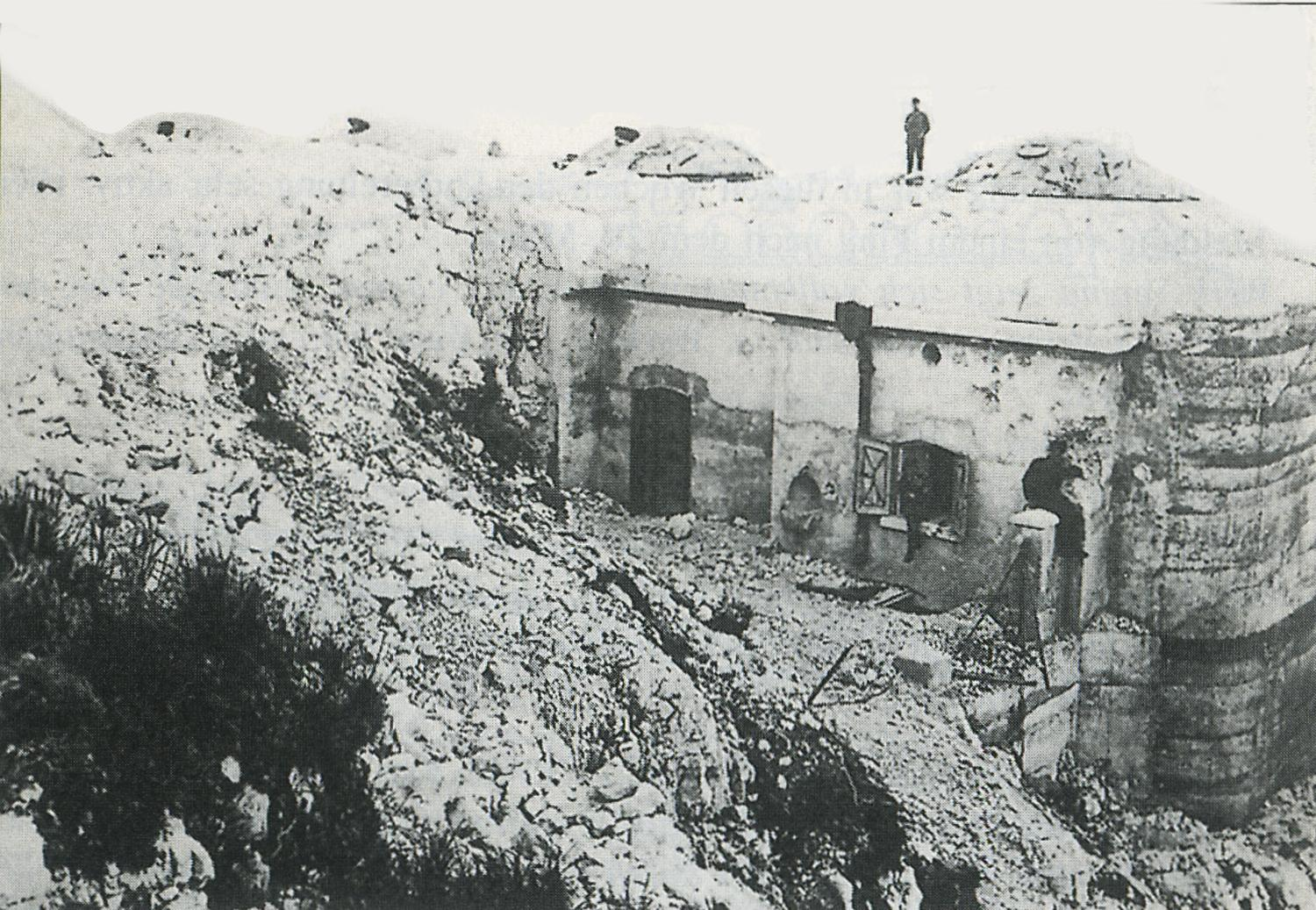
Un'altra vista dei resti del forte

L'opera faceva parte dello Sbarramento Agno-Assa, III settore - Asiago; la costruzione in sé dava l'idea di un forte robusto e ben difeso, ma in realtà fu costruito in tempi molto brevi e con materiali scadenti (basti pensare che fu utilizzato il ferro di carriole e posateria come metallo per armare il cemento del forte, con conseguenti risultati negativi sulla robustezza).

### La Grande Guerra
Dopo aver decretato l'entrata in guerra del Regio Esercito italiano, nelle prime due settimane di guerra il Verena, coadiuvato da una batteria di mortai da 280 mm piazzati sulla vicina cima Civello, bombardò indisturbato le fortezze austroungariche forte Verle, forte Campo Luserna e forte Vezzena, provocando gravi danni.
Per eliminare questo pericoloso antagonista - soprannominato il "dominatore dell'altopiano" - gli austro-ungarici prepararono mortai Škoda 30,5 cm Vz. 1911 da 305 mm.
Il 12 giugno 1915, neanche 20 giorni dopo l'inizio del conflitto, un colpo da 305 a scoppio ritardato perforò la corazza ed esplose all'interno della polveriera uccidendo il comandante Umberto Trucchetti, due sottotenenti e 43 uomini. Documenti fotografici dell'esercito austro-ungarico (oggi conservati presso la Biblioteca Nazionale Austriaca di Vienna) accreditano la distruzione del forte alla Batteria 19 comandata dall'Hauptmann Bosse postata nei pressi di Levico; due lapidi all'interno del forte oggi ricordano l'evento. Nei giorni successivi furono distrutte due cupole, bloccata una terza, centrate e devastate le casematte, le caserme e l'infermeria. Si decise, quindi, di porre allo scoperto i cannoni, e di utilizzare il forte solamente come osservatorio. Nel primo dopoguerra era opinione dei comandi militari italiani che la perforazione della cupola corazzata fosse dovuta a una crepa nel rivestimento. In realtà, il forte era stato progettato e realizzato tenendo in considerazione il precedente armamento dei forti Verle e Luserna, costituiti da obici da 100 mm, che non potevano raggiungere efficacemente il forte. Tutto il dimensionamento delle difese era stato quindi calcolato su questo armamento, rivelandosi di conseguenza inadeguato ai nuovi mortai da 305 mm.
Il 22 maggio 1916, durante l'Offensiva di maggio, il forte fu occupato dalle truppe austro-ungariche (che ne festeggiarono la conquista con il lancio di numerosi traccianti luminosi) in mano alle quali rimase per il resto della guerra.

## Descrizione

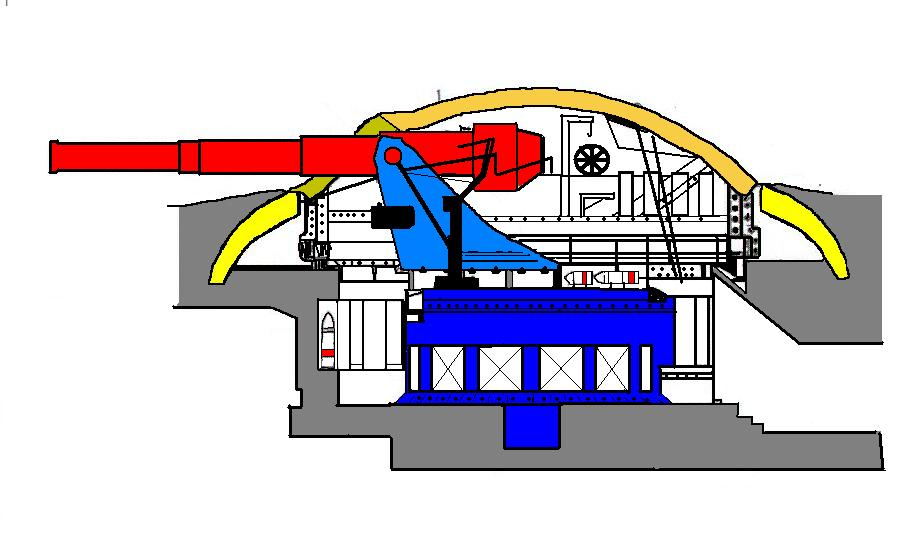
Schema di cannone da 149A in installazione corazzata Armstrong

### Armamento
L'armamento era composta da quattro cannoni Schneider in acciaio da 149 mm in cupole corazzate girevoli di 160mm di spessore (installazione tipo Schneider) e, per la difesa ravvicinata, da quattro mitragliere in casematte e due batterie di cannoni da 75 mm situate poco lontano.
Lo spessore delle cupole era poco più della metà di quelle nemiche: esse erano quindi inadatte a reggere ai colpi dell'artiglieria di grosso calibro.
La notevole altitudine a cui era situato il forte e gli spazi aperti di fronte a esso, se da un lato offrivano un notevole vantaggio per la visuale di tiro, dall'altro rendevano i colpi dell'artiglieria fortemente soggetti alle forti raffiche di vento che ne riducevano la precisione.

### Corazzatura
La fortezza presentava all'epoca dei muri spessi che potevano far pensare a una sua intrinseca stabilità. Il materiale usato per costruirli non era però calcestruzzo armato con putrelle di ferro (come allora venivano costruiti i forti austro-ungarici degli altopiani), ma un conglomerato cementizio di scarsa qualità, addizionato di pietrame e altri materiali di scarso valore meccanico. Questo materiale rendeva le spesse mura prive di resistenza meccanica, ma dava loro lo spessore richiesto dalle vigenti normative. Fu quindi un forte costruito in economia.

## Vie d'accesso

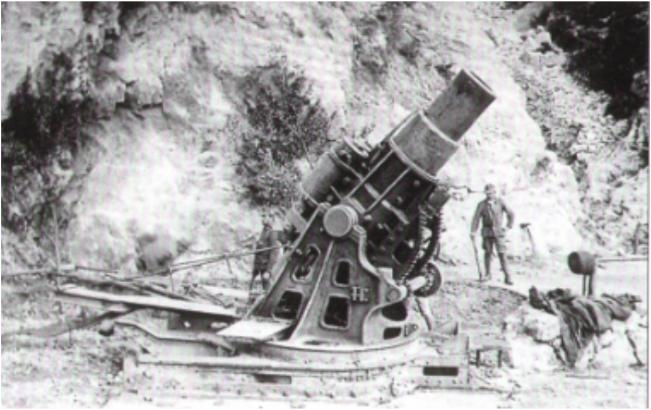
Mortaio Škoda da 305 mm (Škoda 30,5 cm Vz. 1911) che distrusse il forte Verena e anche il forte Campolongo

Per raggiungere la fortezza si può partire dall'abitato di Roana, per proseguire per la frazione di Mezzaselva e di qui prendere la strada che conduce al monte Verena. In breve si raggiunge il rifugio Verenetta. Da qui, a piedi o utilizzando la seggiovia (quando è in funzione), è possibile raggiungere la cima del monte e il forte.
Un'altra possibilità per raggiungere la cima è quella di partire dalla località Ghertele, in Val d'Assa, per proseguire lungo una mulattiera che, risalendo il versante nord del monte Verena, giunge nei pressi del rifugio Verenetta.

## Galleria d'immagini

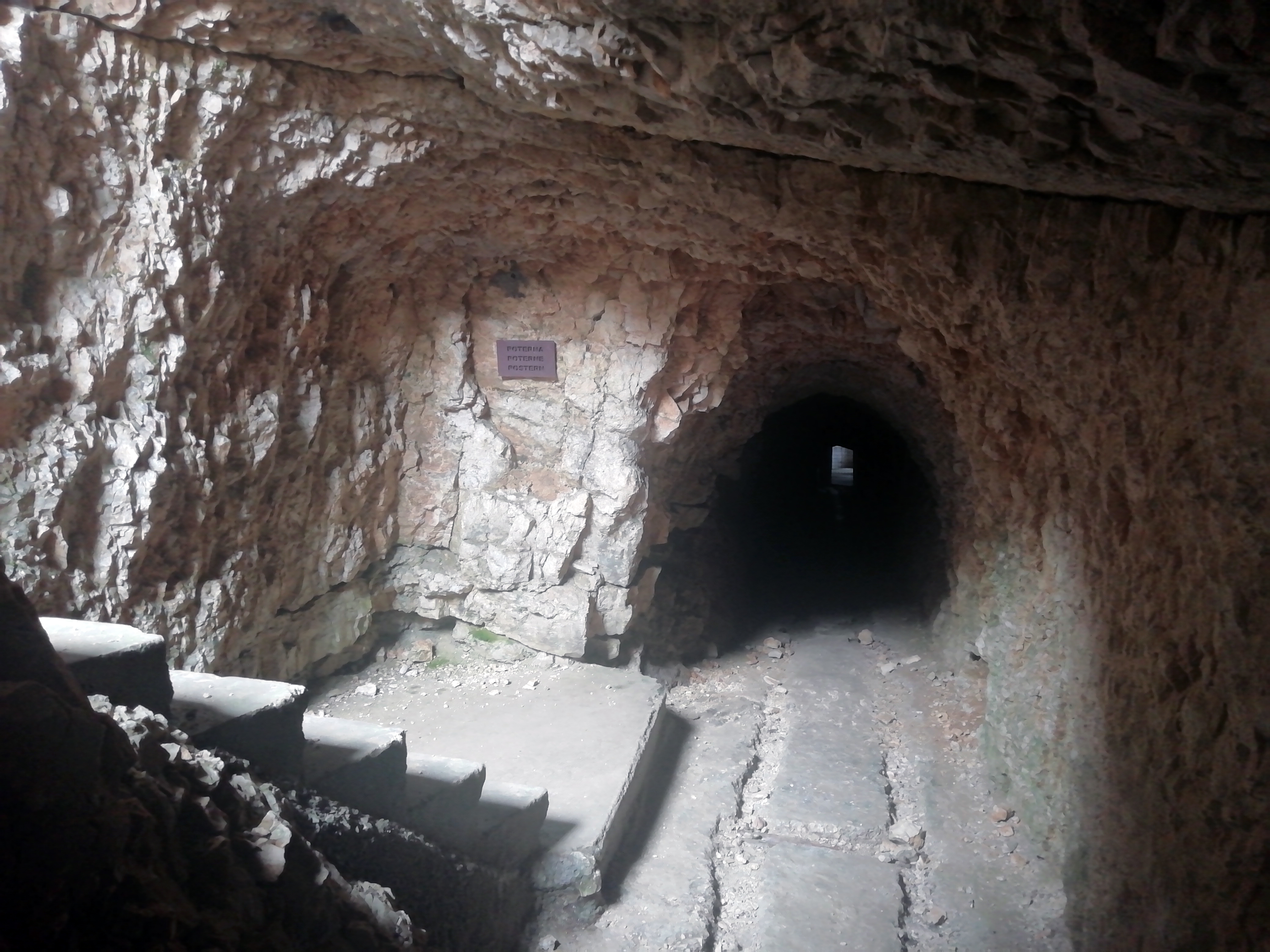
Poterna
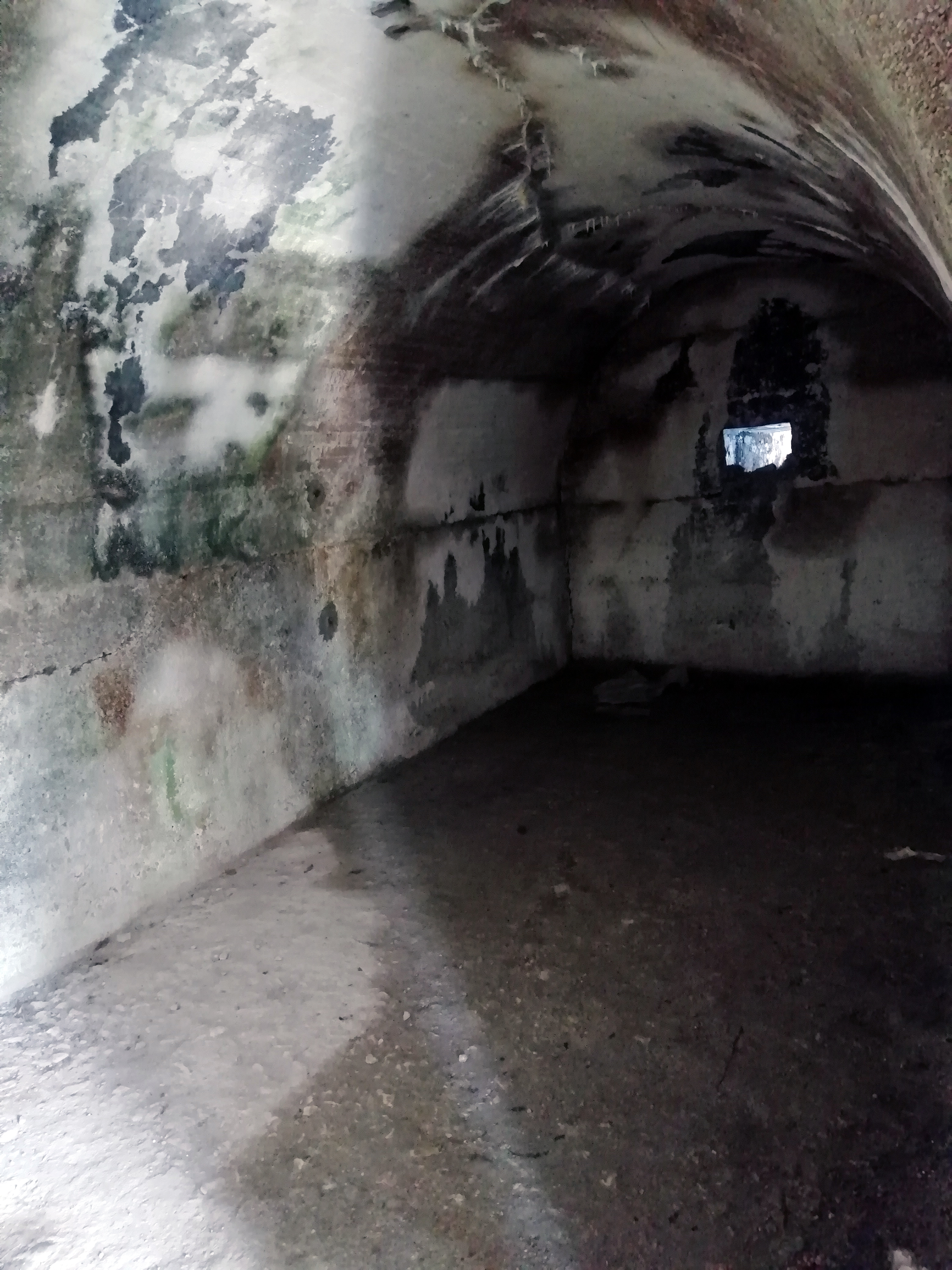
Posto di guardia
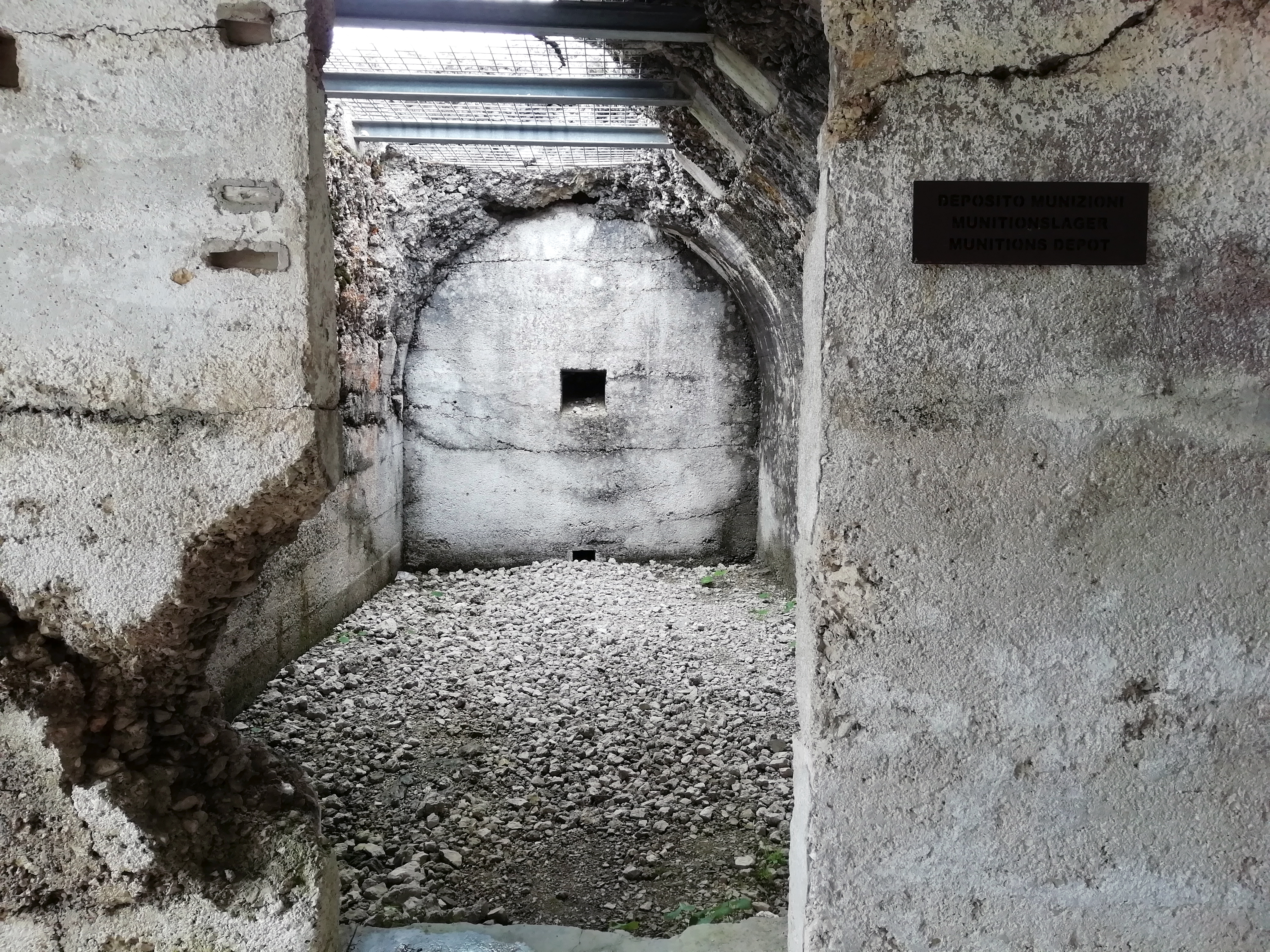
Deposito munizioni
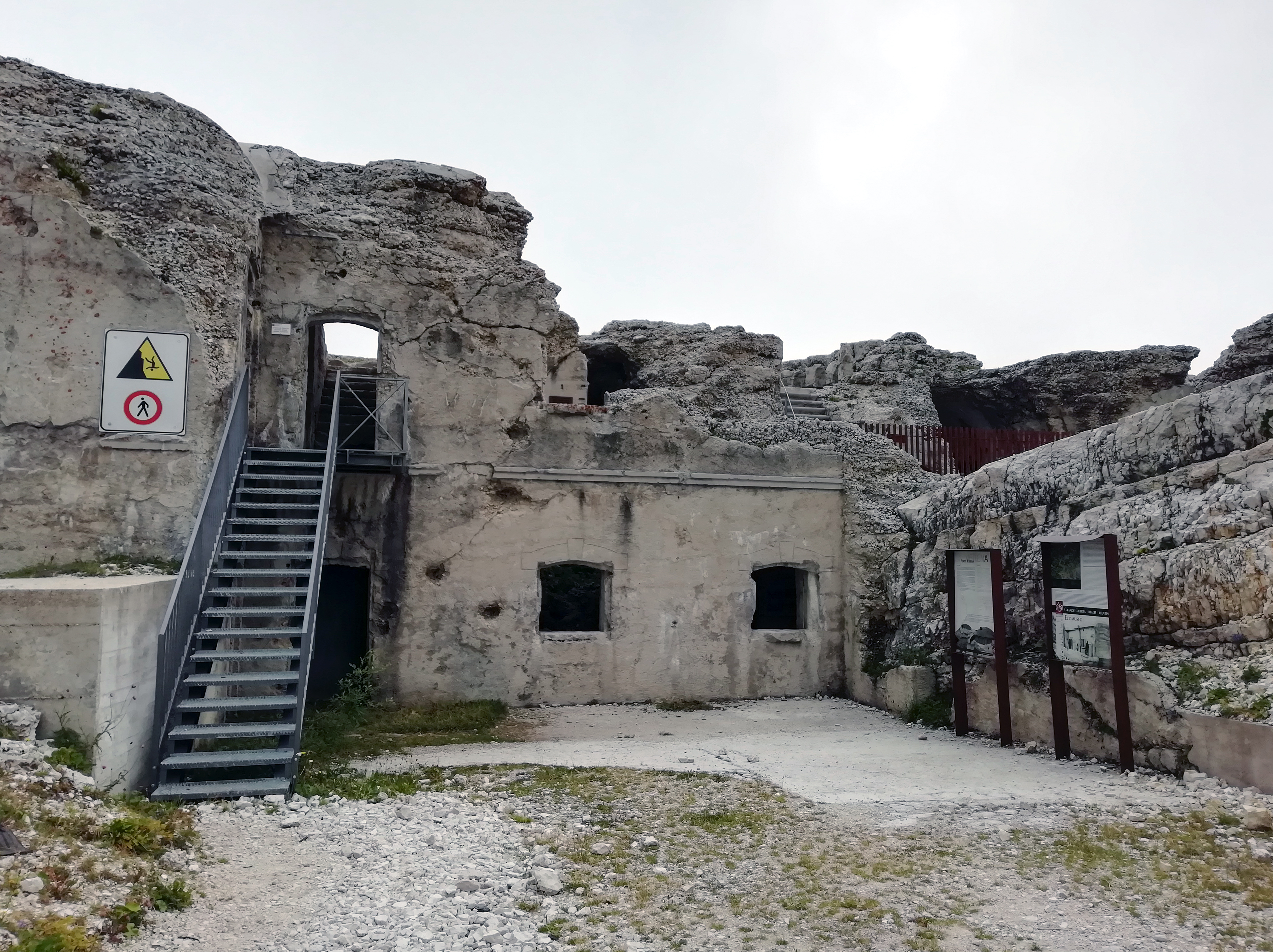
Cortile
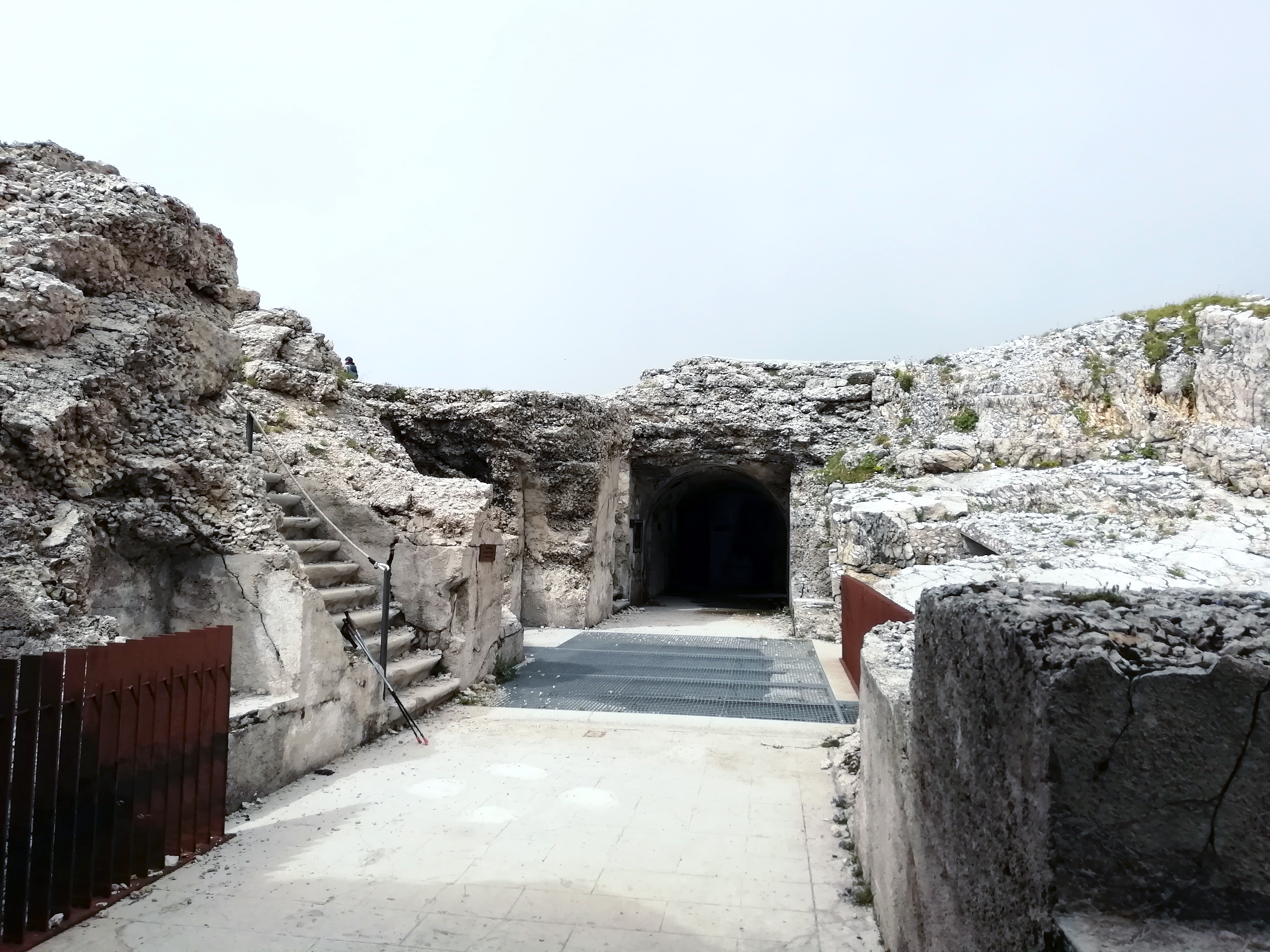
Al piano superiore
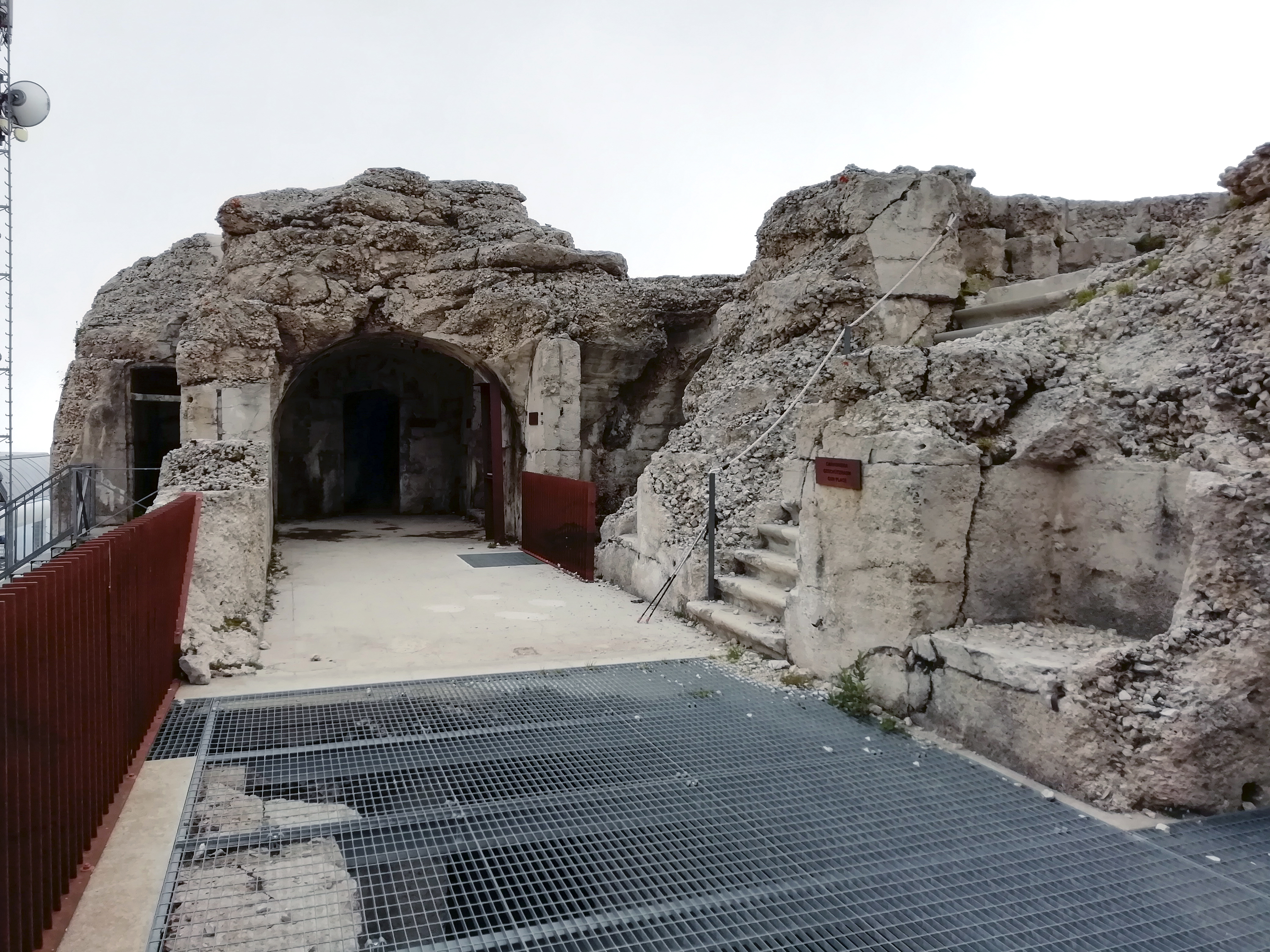
Corridoio distrutto al piano superiore
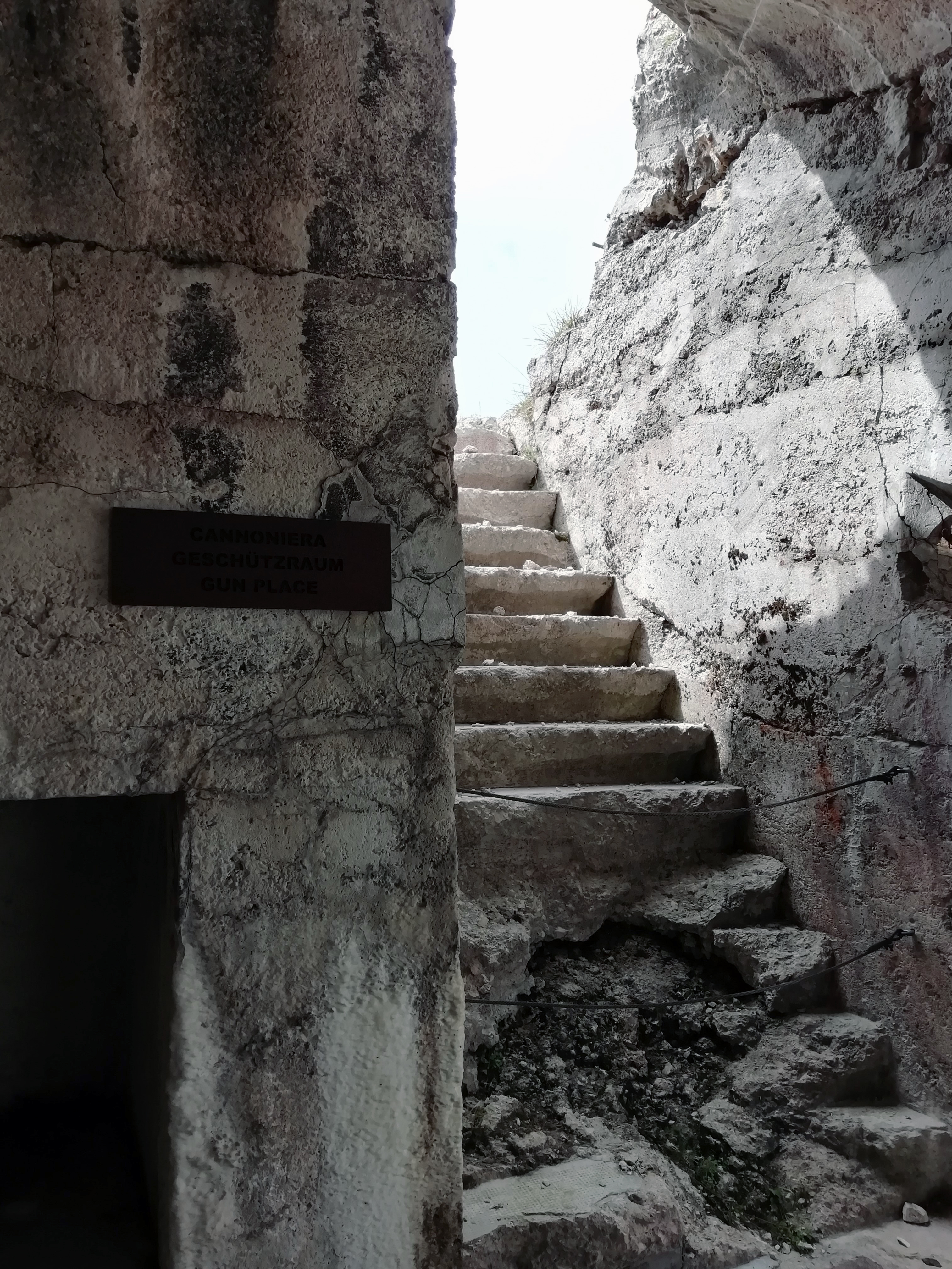
Scaletta verso una cannoniera
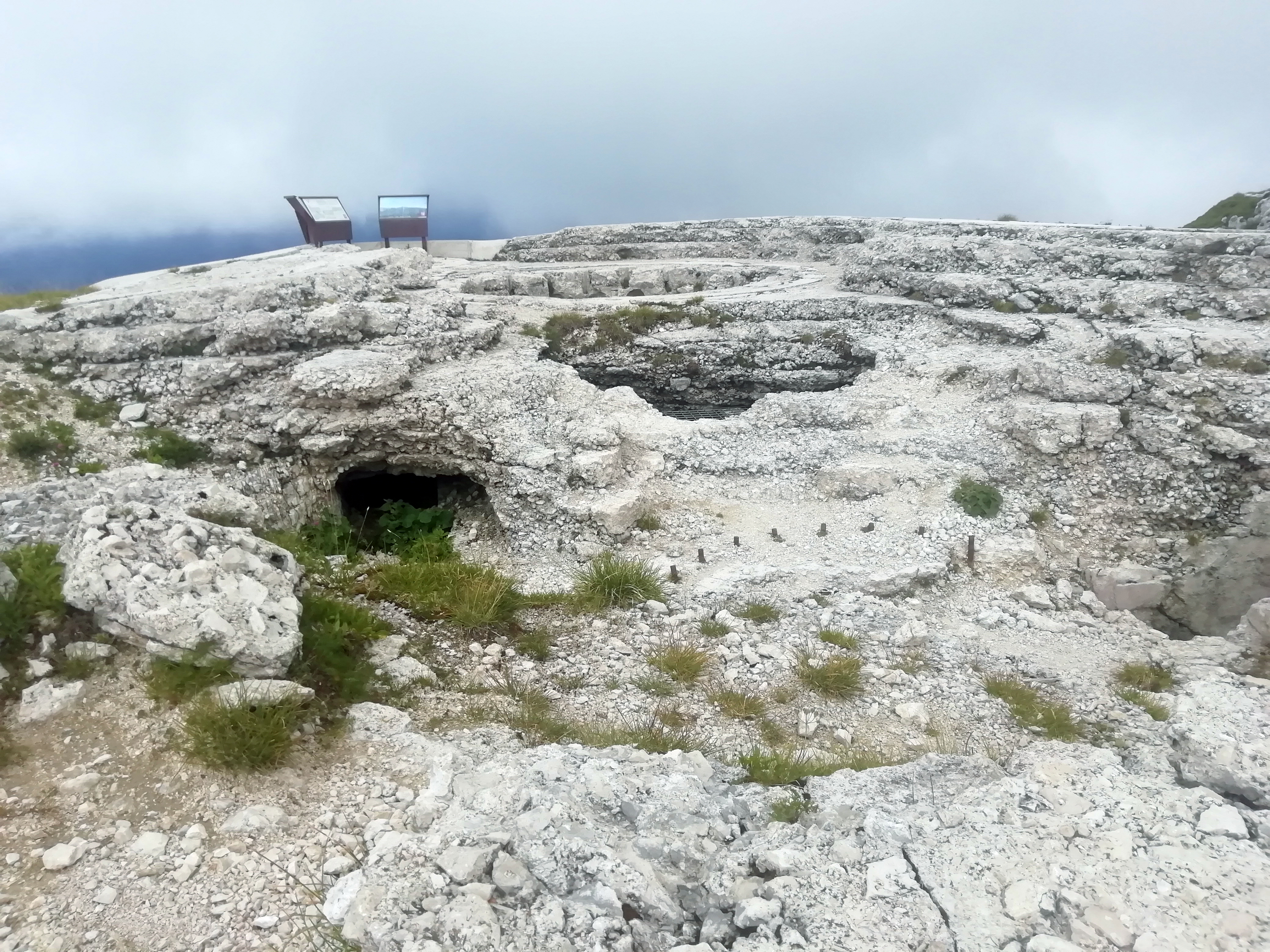
Cannoniera distrutta e senza cupola